# Obywatel
Pour plus de détails, voir Fiche technique et Distribution.
Obywatel est une comédie dramatique polonaise réalisée par Jerzy Stuhr, sortie en 2014.

## Fiche technique
- Titre : Obywatel
- Réalisation : Jerzy Stuhr
- Scénario : Jerzy Stuhr
- Photographie : Paweł Edelman
- Musique : Adrian Konarski
- Costumes : Magdalena Biedrzycka
- Montage : Milenia Fiedler
- Producteur :
- Sociétés de production : Opus Film
- Sociétés de distribution : Vue Movie Distribution
- Pays d'origine : Pologne
- Langues : polonais
- Dates de sortie :
  -  Pologne : 7 novembre 2014
  -  France :

## Distribution
- Jerzy Stuhr – Jan Bratek
- Maciej Stuhr – Jan Bratek (jeune)
- Sonia Bohosiewicz – Renata Bratek, épouse de Jan
- Magdalena Boczarska – Mère de Jan (jeune)
- Janusz Gajos – lui-même
- Barbara Horawianka – Mère de Jan
- Cezary Kosiński – Père de Jan
- Violetta Arlak – Kazia
- Jacek Król
- Marta Mazurek